# Saint-Médard-en-Forez
Saint-Médard-en-Forez är en kommun i departementet Loire i regionen Auvergne-Rhône-Alpes i centrala Frankrike. Kommunen ligger i kantonen Chazelles-sur-Lyon som tillhör arrondissementet Montbrison. År 2022 hade Saint-Médard-en-Forez 945 invånare.

## Befolkningsutveckling
Antalet invånare i kommunen Saint-Médard-en-Forez
| Referens: INSEE |